# Radkowskie Skały

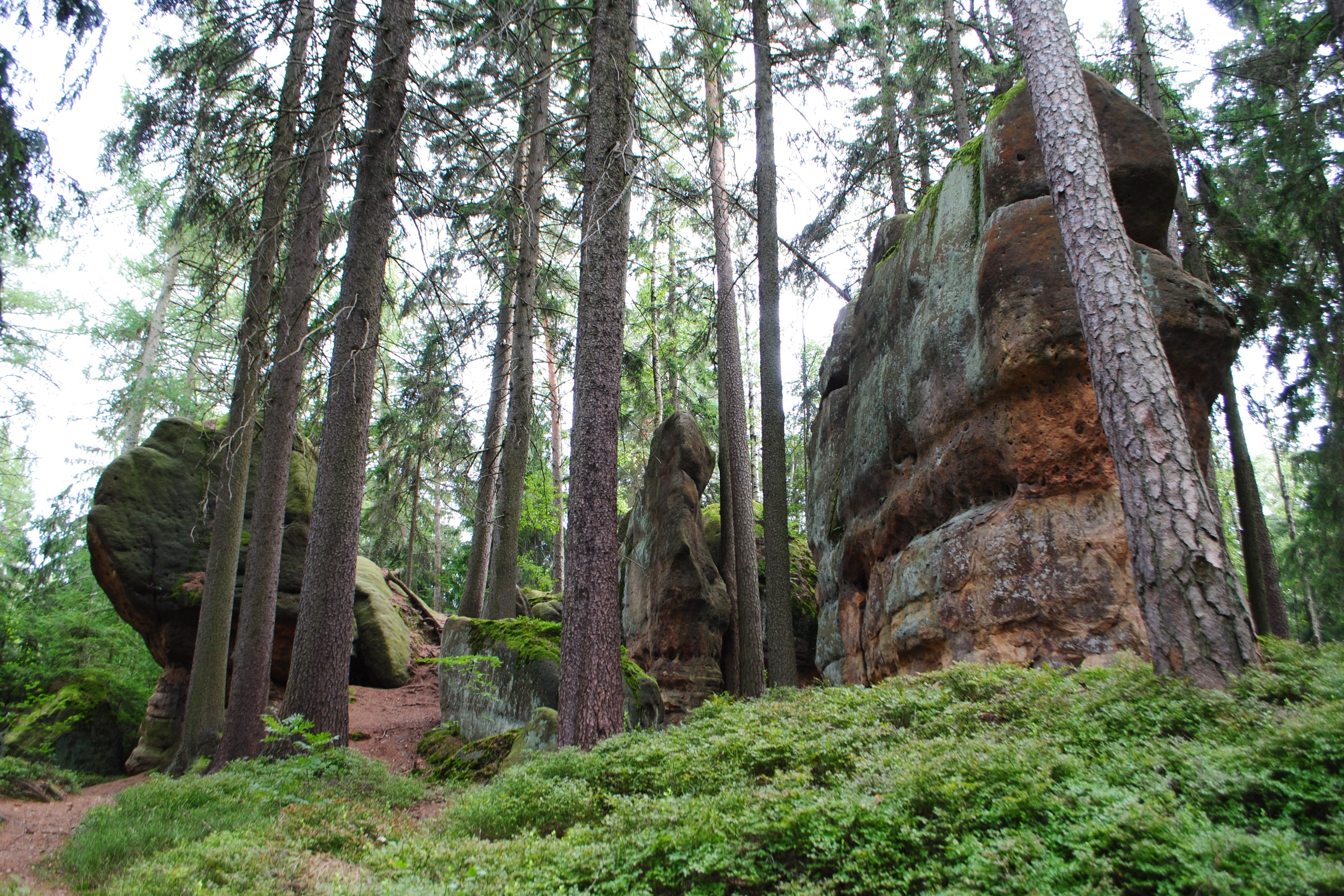
Radkowskie Skały

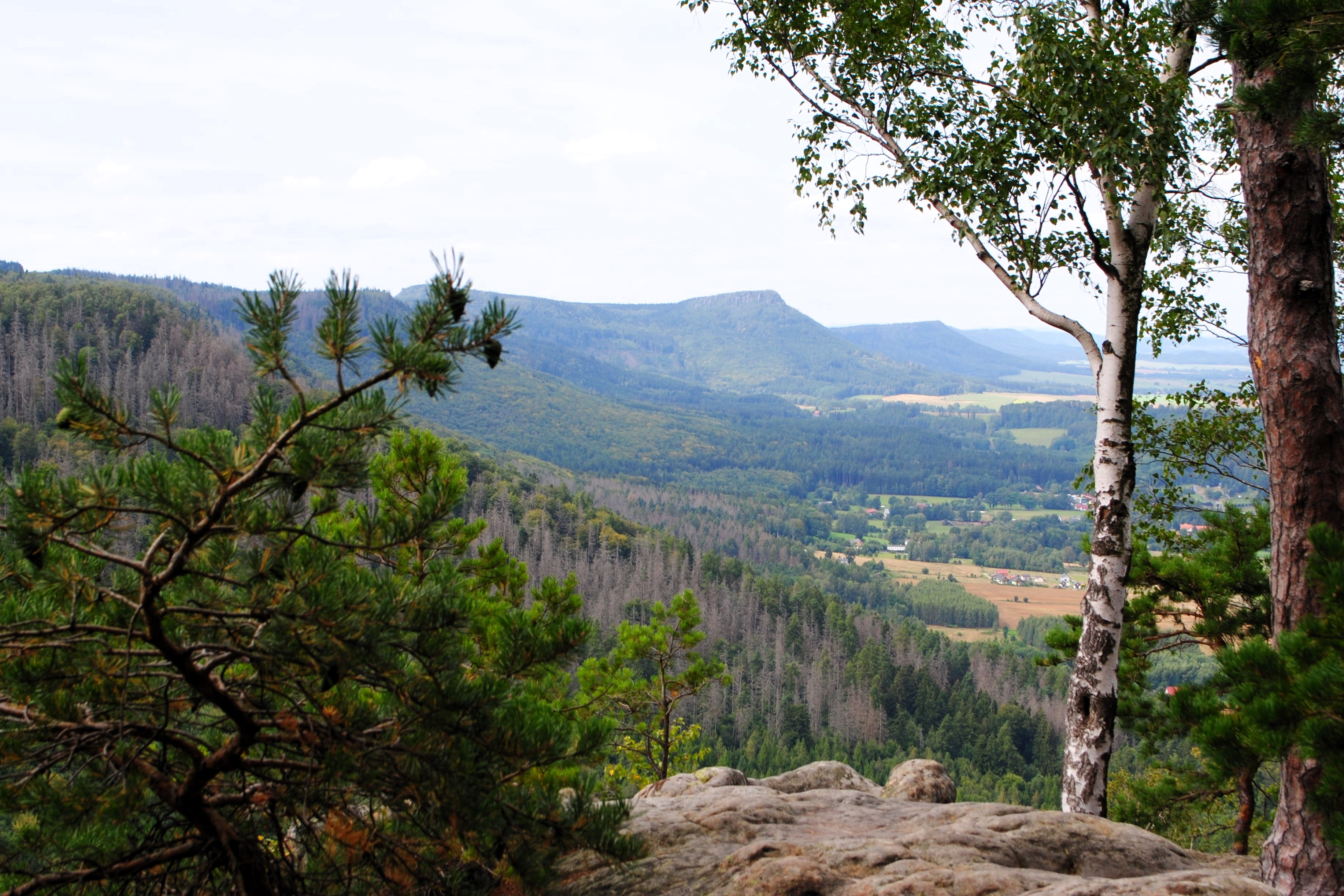
Radkowskie Skały - widok z Baszt

Radkowskie Skały (niem. Wünschelburger Lehne) – skalne formy w Górach Stołowych, w Sudetach Środkowych, w południowo-zachodniej Polsce. Położone są na południe od Radkowa na wysokości ok. 600–700 m n.p.m., w południowo-wschodniej części Gór Stołowych, na północno-zachodniej krawędzi ich środkowego piętra.

## Opis
Są to formy skalne o bardzo wymyślnych kształtach, wznoszące się niemal pionowymi ścianami. Wraz z filarami skalnymi tworzą ciąg piaskowcowych baszt, filarów, fantazyjnie ukształtowanych skał w postaci okazałego muru skalnego o wysokości dochodzącej do 100 m. Poszczególne skały lub ich grupy porozdzielane są stromymi żlebami, labiryntami, tunelami i głębokimi szczelinami. Na skałach wykute są pamiątkowe napisy Śląskiego Towarzystwa Leśnego z I połowy XX wieku.

Radkowskie Skały tworzą skały osadowe wieku górnokredowego. Są to piaskowce ciosowe dolne posadowione na marglach.

## Powstanie
Radkowskie Skały powstały w wyniku długotrwałego procesu erozyjnego. W kształtowaniu rzeźby ważną rolę odegrała woda poprzez powierzchniową erozję, jak i oddziaływanie pod ziemią – w strefach źródłowych. Denudacja chemiczna i mechaniczna przy udziale wody doprowadziła do rozwoju obecnych form skalnych w odsłoniętej partii piaskowców ciosowych na wierzchowinach północno-wschodniej krawędzi II poziomu zrównania. Podziemne wypłukiwanie zwietrzeliny skalnej w strefach źródłowych na kontakcie przepuszczalnych piaskowców z nieprzepuszczalnymi marglami było przyczyną deformacji i piaskowcowej płyty, zalegającej na marglach, co spowodowało pionowe spękania oraz osiadanie i powstawanie osuwisk blokowych. Zmieniające się warunki klimatyczne w trwającym ok. 70 mln lat okresie wpływały na intensywność rzeźbienia w piaskowcowej płycie labiryntów i niezwykłych form skalnych. Sieć spękań tektonicznych wyznaczała geometrię tych form, a o kształcie decydowało zmienne warstwowanie i różne spoiwo skał.

## Turystyka
Atrakcją Radkowskich Skał są licznie poprowadzone drogi wspinaczkowe. Do Radkowskich Skał prowadzą liczne ścieżki odchodzące od "Drogi nad urwiskiem", która biegnie powyżej. Natomiast u podnóża Radkowskich Skał prowadzi Szosa Stu Zakrętów z Radkowa do Kudowy-Zdroju przez Karłów. 